# Henric al VII-lea de Bavaria
Henric (d. 16 octombrie 1047) a fost conte de Luxemburg (ca Henric al II-lea) de la 1026 și duce de Bavaria de la 1042 până la moarte.
Henric era fiul lui Frederic, conte de Moselgau, posibil cu Ermentruda de Gleiberg.
În anul 1026, el a moștenit comitatul de Luxemburg dela unchiul său Henric I, decedat fără urmași direcți. Acesta includea și sarcina de a avea în grijă abațiile Sfântului Maximin din Trier și Willibrord din Echternach.  În 1042, i-a fost acordat Ducatul de Bavaria de către împăratul Henric al III-lea, care îl deținuse direct până atunci, dar care avea nevoie de un duce care să rezideze acolo și care să fie capabil să respingă raidurile regelui Samuel Aba al Ungariei.
Henric nu a fost căsătorit niciodată. Fratele său Giselbert i-a succedat în comitat, în vreme ce Bavaria a revenit împăratului, care la rândul său i-a încredințat-o lui Conrad, conte de Zütphen, cunoscut și sub numele de Cuno.
1. ↑  „Henric al VII-lea de Bavaria”, Gemeinsame Normdatei, accesat în 15 octombrie 2015